# Geórgios Poúlos
Geórgios Poúlos, en grec moderne : Γεώργιος Πούλος (1889-1949), est un colonel de l'Armée hellénique et un collaborateur des nazis durant l'occupation de la Grèce pendant la Seconde Guerre mondiale. Ultra-nationaliste de longue date, le colonel Poúlos est fanatiquement anti-monarchiste et anticommuniste. En 1943, il organise et dirigé le Poulos Verband, un escadron de la mort collaborationniste, le plus redouté de la Grèce occupée. En 1944, ses forces sont renforcées par le Jagdkommando Schubert, une unité paramilitaire levée en Crète par le célèbre Friedrich Schubert. 
Il participe au Sonderkommando 2000, une unité de contre-espionnage allemande qui visait à infiltrer le mouvement de résistance grec. Poúlos a également travaillé pour l'Union nationale de Grèce (EEE), un parti antisémite épaulé par les SS. Avec ses forces, il organise et commet de nombreux crimes dans les zones rurales de Grèce, le plus célèbre étant l'attaque de Giannitsá, en septembre 1944, au cours de laquelle une centaine de paysans sont exécutés. L'objectif de ces exécutions était de terroriser les partisans de l'EAM/ELAS, un parti de gauche, car Giannitsá était considéré comme un important centre de résistance. Cependant, Poúlos et ses hommes tuent sans discernement et il est probable que la plupart des victimes n'avaient pas grand-chose à voir avec la résistance. En mars 1945, Poúlos et son unité sont transférés à Kitzbühel, en Autriche. Ils restent jusqu'à la fin de la guerre et sont capturés par la 7e armée américaine (en), qui les remet ensuite à la Grèce.
Le colonel Poúlos est condamné pour trahison et exécuté à Athènes en juin 1949. 